# 丹尼爾·貝爾塔

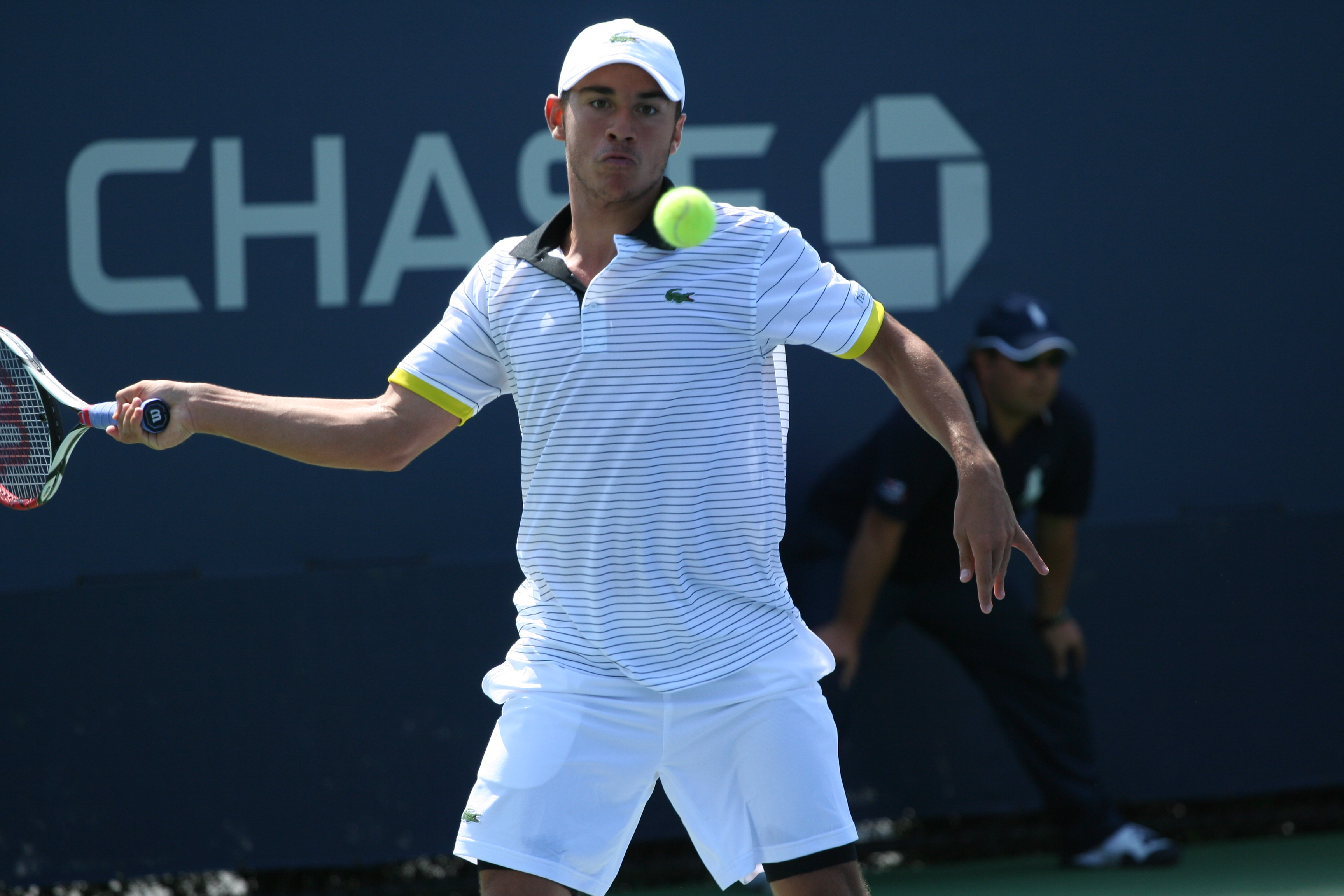
丹尼爾·貝爾塔

丹尼爾·貝爾塔（Daniel Berta，1992年11月26日—）是一位瑞典網球運動員。他贏得過2009年法國網球公開賽的男子少年的冠軍。他出生在赫爾辛堡。教練是Julius Demburg。他從4歲就開始打網球了。

## 外部連結
- 丹尼爾·貝爾塔（英文/西班牙文）的官方資料
- 丹尼爾·貝爾塔的國際網球總會 職業／青少年 官方資料（英文）
- 丹尼爾·貝爾塔的官方資料（英文）